# Trường hợp sử dụng
Trường hợp sử dụng (còn gọi ca sử dụng; tiếng Anh: use case hay usecases) là một kỹ thuật được dùng trong kỹ thuật phần mềm và hệ thống để nắm bắt yêu cầu chức năng của hệ thống. Trường hợp sử dụng mô tả sự tương tác đặc trưng giữa người dùng bên ngoài (actor) và hệ thống. Nó thể hiện ứng xử của hệ thống đối với bên ngoài, trong một hoàn cảnh nhất định, xét từ quan điểm của người sử dụng. Nó mô tả các yêu cầu đối với hệ thống, có nghĩa là những gì hệ thống phải làm chứ không phải mô tả hệ thống làm như thế nào. Tập hợp tất cả trường hợp sử dụng của hệ thống sẽ mô tả tất cả các trường hợp mà hệ thống có thể được sử dụng.
Mỗi trường hợp sử dụng mô tả cách thức actor tương tác với hệ thống để đạt được mục tiêu nào đó. Một hoặc nhiều kịch bản (scenario) có thể được tạo ra từ mỗi trường hợp sử dụng, tương ứng với chi tiết về mỗi cách thức đạt được mục tiêu nào đó. Khi mô tả trường hợp sử dụng, người ta thường tránh dùng thuật ngữ kỹ thuật, thay vào đó họ sử dụng ngôn ngữ của người dùng cuối hoặc chuyên gia về lĩnh vực đó. Để tạo ra trường hợp sử dụng, cần phải có sự hợp tác chặt chẽ giữa người phân tích hệ thống và người dùng cuối. Một trong những cách biểu diễn trực quan phổ biến hiện nay là lược đồ trường hợp sử dụng của UML.